# Lyonetia
Lyonetia är ett släkte av fjärilar som beskrevs av Jacob Hübner 1825. Lyonetia ingår i familjen rullvingemalar.

## Bildgalleri

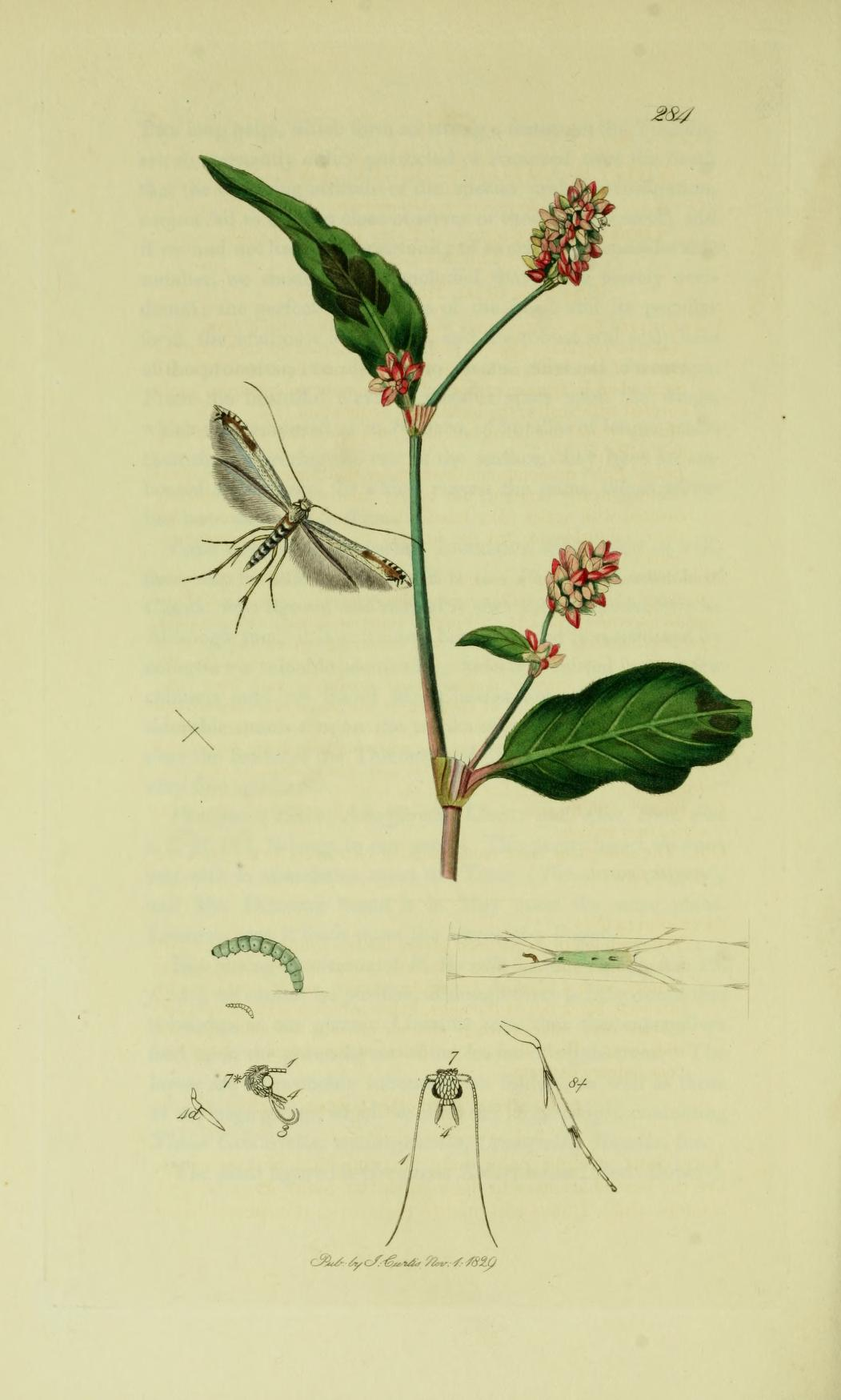
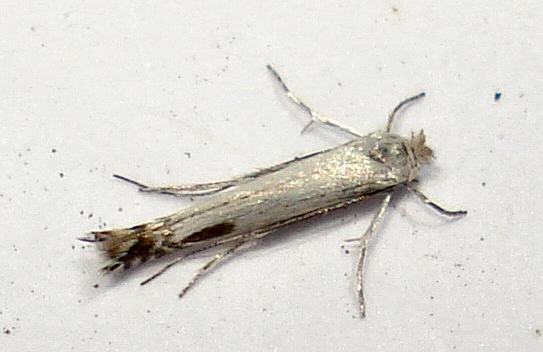
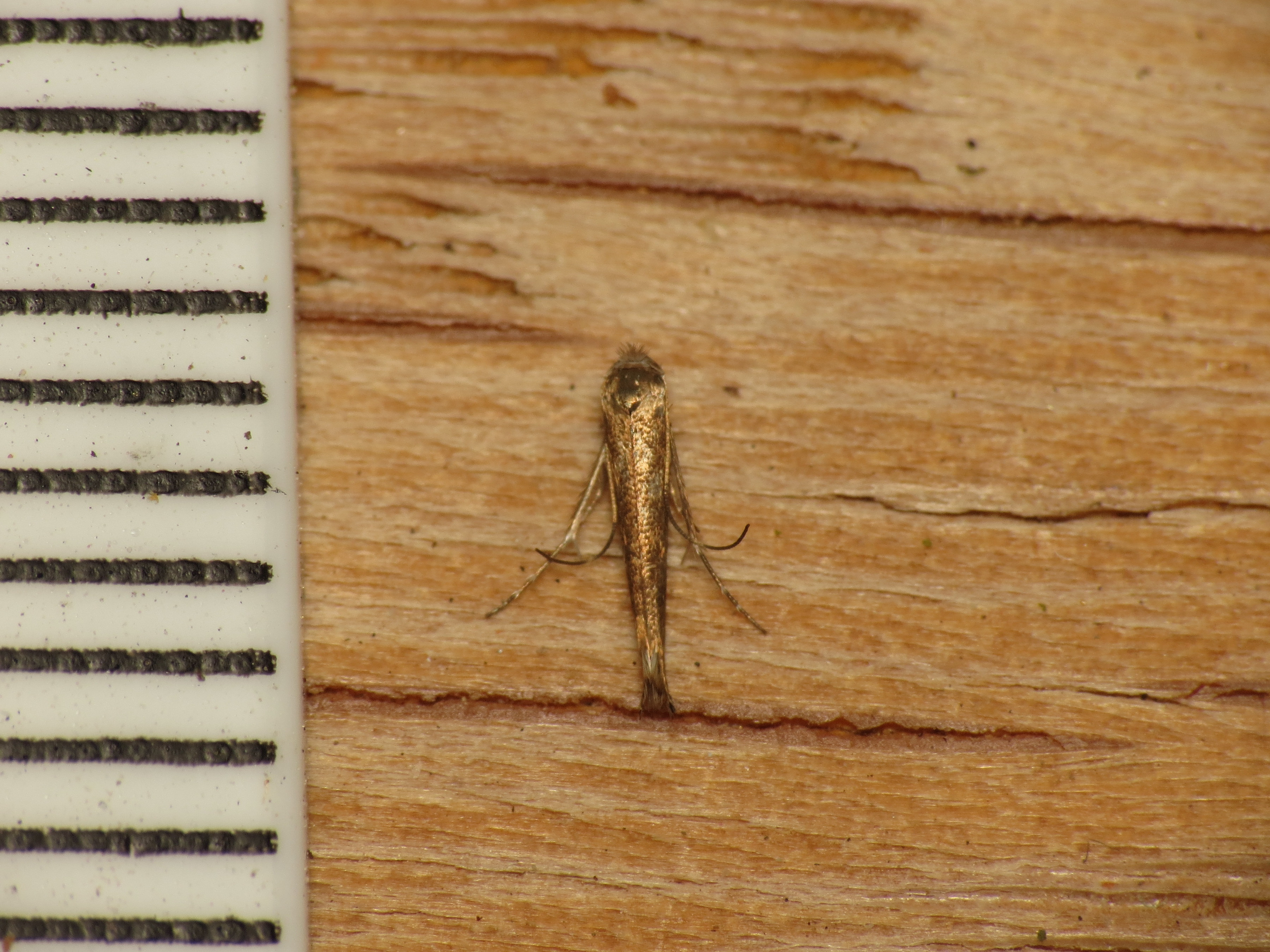
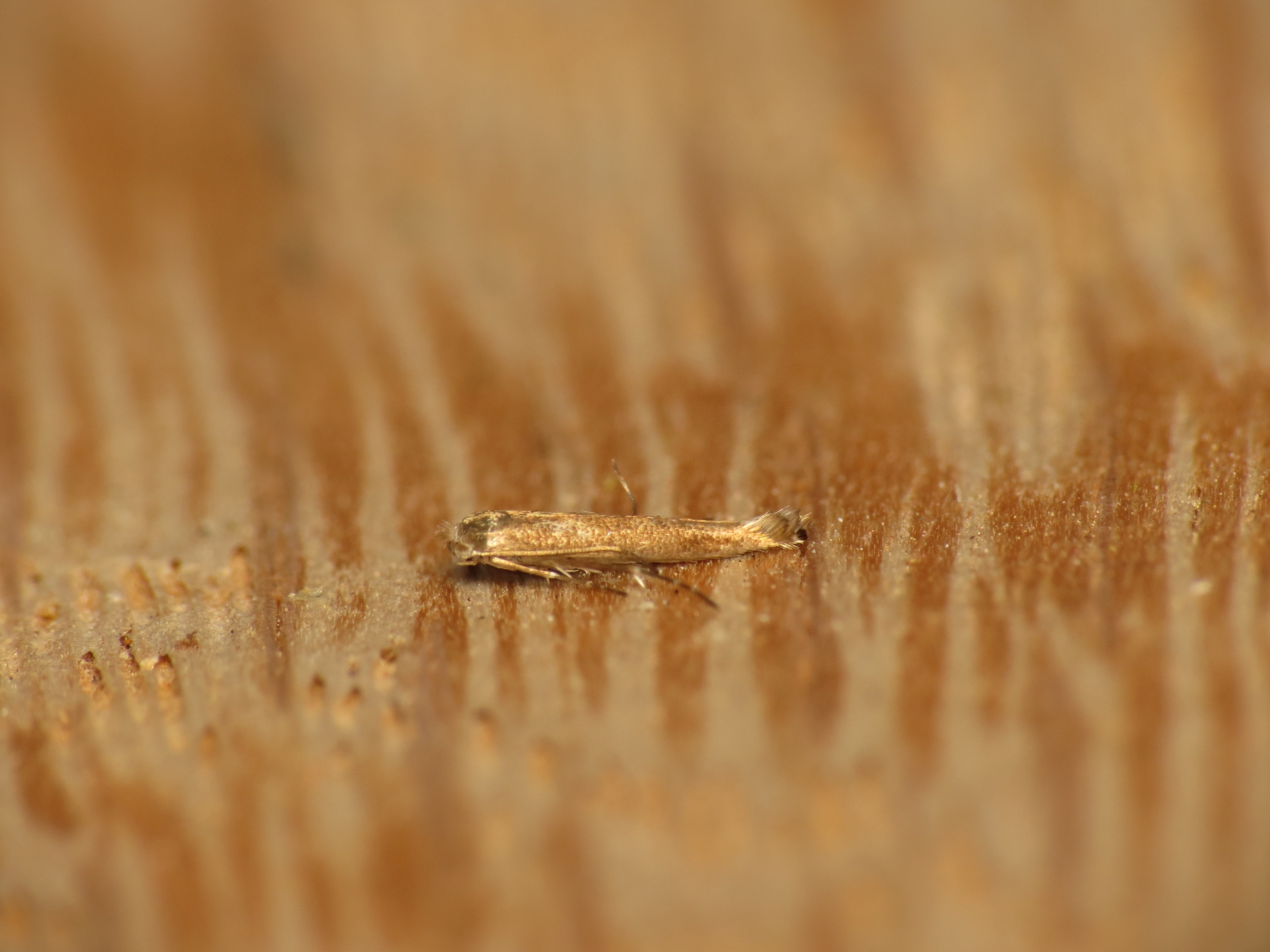
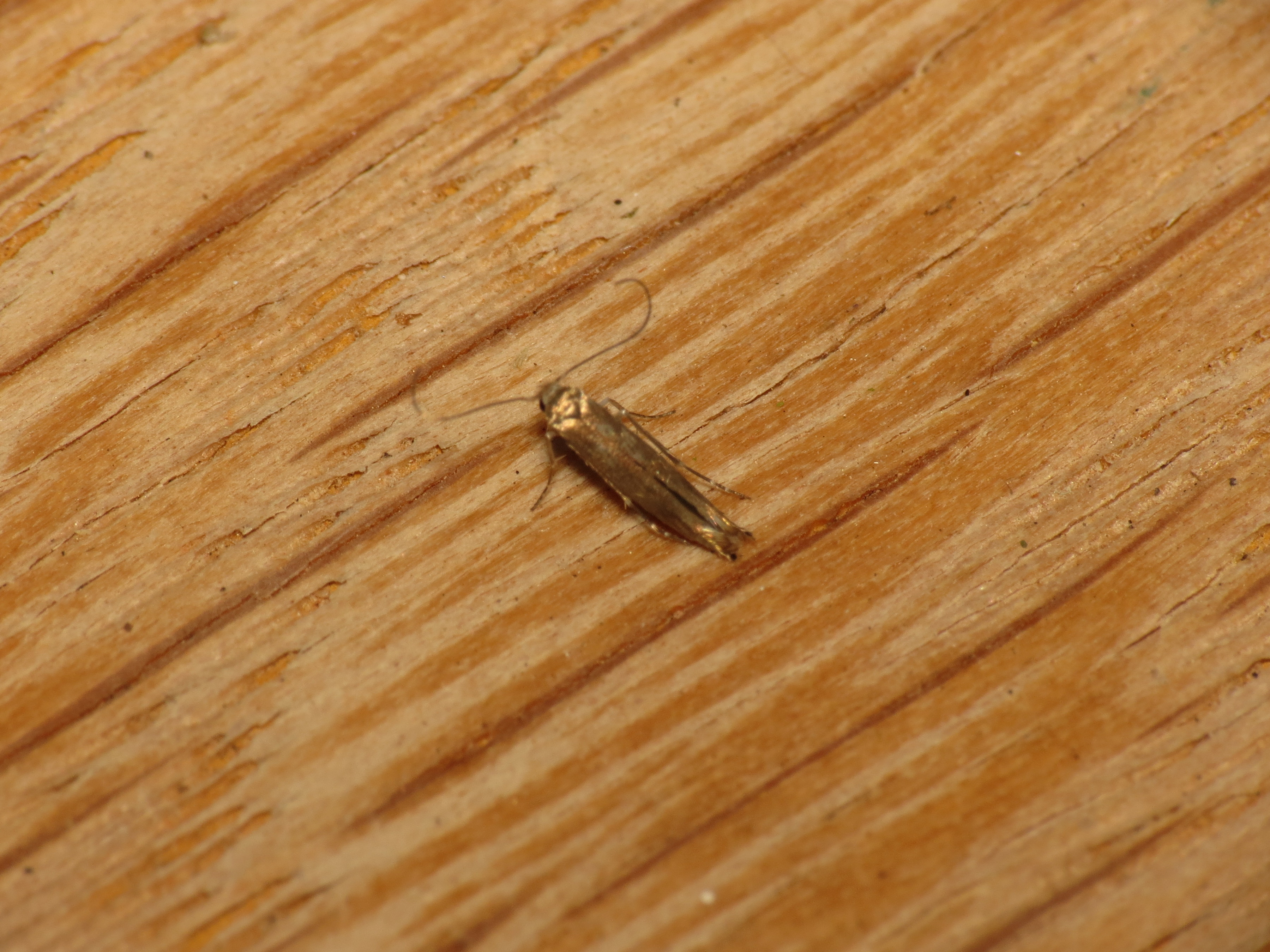
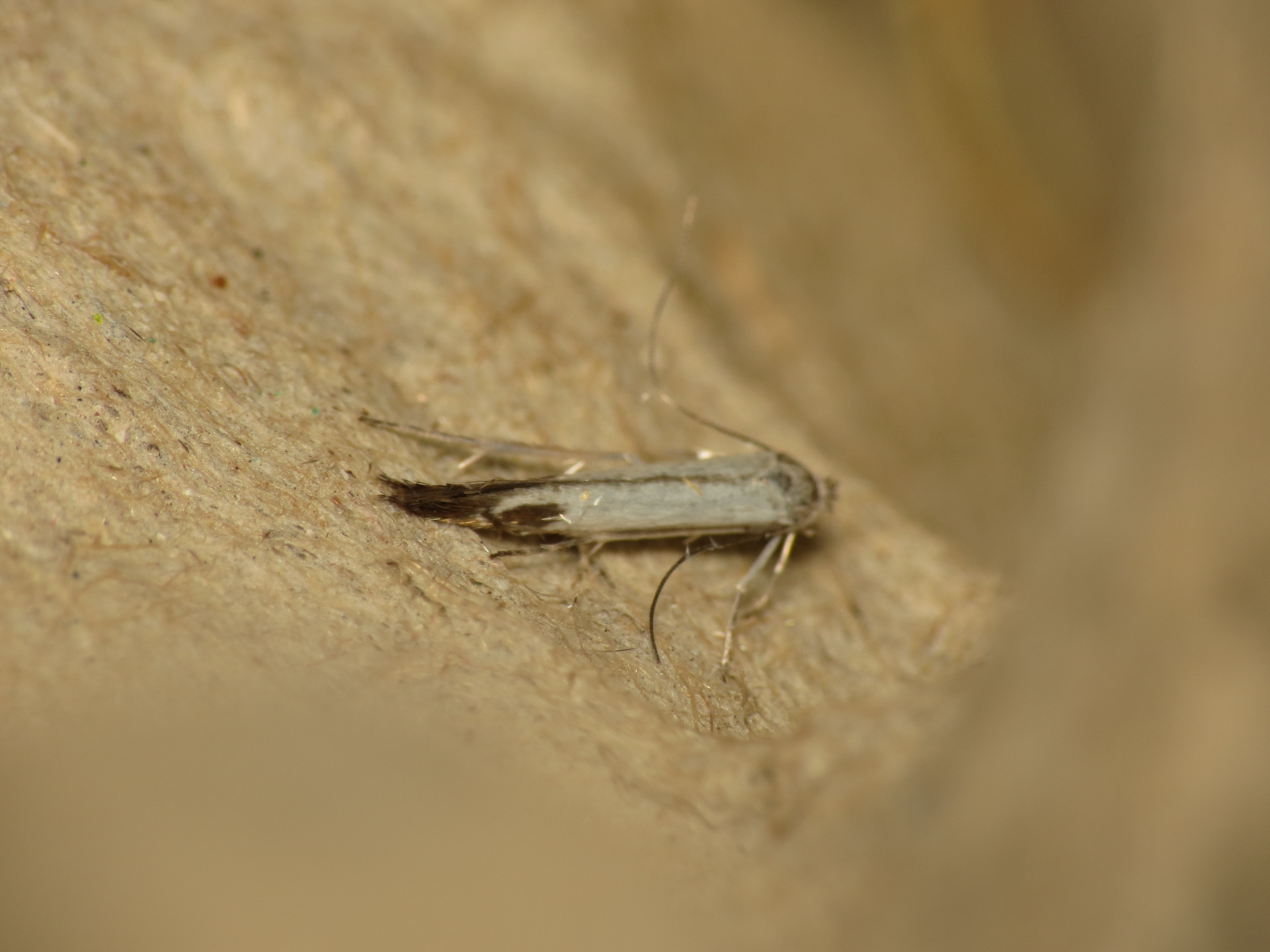

## Dottertaxa tillLyonetia, i alfabetisk ordning[1][2]
- Lyonetia acrodora
- Lyonetia acromelas
- Lyonetia aereella
- Lyonetia albella
- Lyonetia alniella
- Lyonetia anthemopa
- Lyonetia artamota
- Lyonetia ascepta
- Lyonetia autumnella
- Lyonetia bakuchia
- Lyonetia bimarginellum
- Lyonetia boehmeriella
- Lyonetia boraginaceae
- Lyonetia calycopis
- Lyonetia candida
- Lyonetia carcinota
- Lyonetia castaneella
- Lyonetia clerkella
- Lyonetia cotifraga
- Lyonetia embolotypa
- Lyonetia eratopa
- Lyonetia euryella
- Lyonetia exarthrota
- Lyonetia firmata
- Lyonetia frigidariella
- Lyonetia glycinella
- Lyonetia hemispora
- Lyonetia hesperias
- Lyonetia inornatella
- Lyonetia iphigenia
- Lyonetia jezonella
- Lyonetia latistrigella
- Lyonetia lechrioscia
- Lyonetia ledi
- Lyonetia leptomitella
- Lyonetia leurodes
- Lyonetia luxurians
- Lyonetia malifoliella
- Lyonetia malinella
- Lyonetia malivorella
- Lyonetia melanochalca
- Lyonetia meridiana
- Lyonetia myricella
- Lyonetia myura
- Lyonetia notometra
- Lyonetia padifoliella
- Lyonetia penthesilea
- Lyonetia photina
- Lyonetia praefulva
- Lyonetia probolactis
- Lyonetia prunifoliella
- Lyonetia pulverulenta
- Lyonetia pulverulentella
- Lyonetia pyrrhoplaca
- Lyonetia retroflexa
- Lyonetia ringoniella
- Lyonetia saliciella
- Lyonetia scriptifera
- Lyonetia semiaurella
- Lyonetia semigrisea
- Lyonetia simplella
- Lyonetia spinitarsis
- Lyonetia sulfuratella
- Lyonetia thiacma
- Lyonetia torquens
- Lyonetia vallaris
- Lyonetia yasudai
- Lyonetia zapyropis